# Phasgonophora sulcata
Phasgonophora sulcata is een vliesvleugelig insect uit de familie bronswespen (Chalcididae). De wetenschappelijke naam is voor het eerst geldig gepubliceerd in 1832 door Westwood.